# Yutyrannus
A Yutyrannus (jelentése: „tollas zsarnok”) a hüllők (Reptilia) osztályának dinoszauruszok csoportjába, ezen belül a hüllőmedencéjűek (Saurischia) rendjébe, a Theropoda alrendjébe és a Tyrannosauroidea öregcsaládjába tartozó nem. Eddig, csak egyetlenegy faját, a Yutyrannus huali-t fedezték fel.

## Megnevezése
Ezt a dinoszauruszt, 2012-ben, Xu Xing kínai paleontológus és társai írták le, illetve nevezték meg. A mandarin yǔ szó, magyarul „tollat” jelent, míg a tyrannos a latinosított görög „zsarnoknak” a megfelelője. A fajneve, azaz a huali mandarinul „szépet” jelent.

## Előfordulása
A Yutyrannus a kora kréta korszak idején élt, körülbelül 124,6 millió évvel ezelőtt; ott ahol manapság Északkelet-Kína fekszik. A fajnak eddig három maradványa került elő; mindegyik a Liaoning tartományból.

## Megjelenése

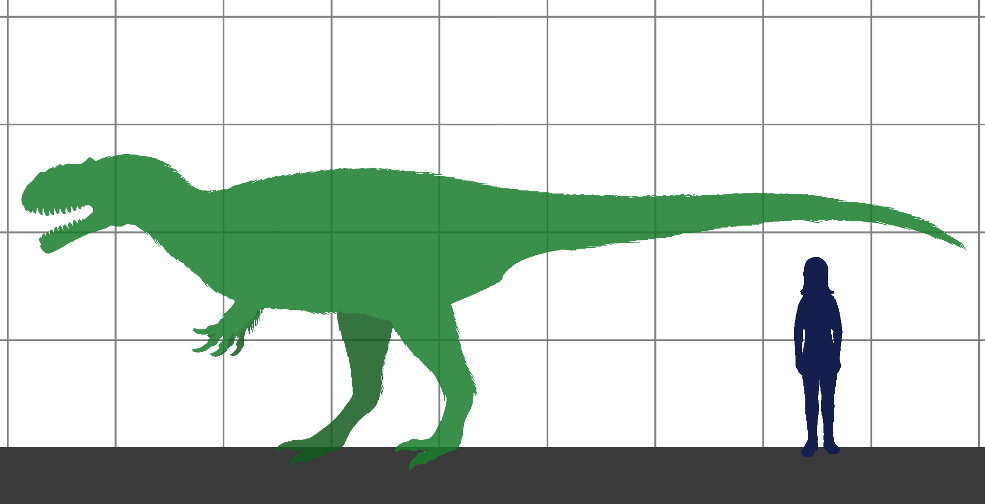
Az állat mérete az emberéhez viszonyítva

Eddig ez a legnagyobb ismert tollas dinoszaurusz. A három példány közül a holotípus, ZCDM V5000 a legnagyobbik. Hatalmas testű, két lábon járó ragadozó volt. A holotípus, körülbelül 9 méter hosszú és 1414 kilogramm testtömegű lehetett. A koponyáját 905 milliméteresre becsülték. A paratípusok koponyái 80 centiméter és 63 centiméteresek lehettek, míg becsült testtömegük 596 kilogramm, illetve 493 kilogramm lehetett. A dinoszaurusz orrának középtájékán, magas taréj ült; a szemei fölött kisebb kinövések voltak.
A 2004-ben felfedezett Dilong óta, tudjuk, hogy egyes Tyrannosauroideák kezdetleges tollakkal is rendelkeztek. A Yutyrannuson akár 20 centiméter hosszú szálas tollak is voltak. Mivel eme faj maradványai nem maradtak meg ép állapotban, nem lehet pontosan tudni, hogy milyen típusú tollai is voltak.
Feltételezések szerint, azért növesztett tollakat ez a nagy ragadozó, hogy könnyebben megőrizze testhőmérsékletét a telek idején.

## Képek

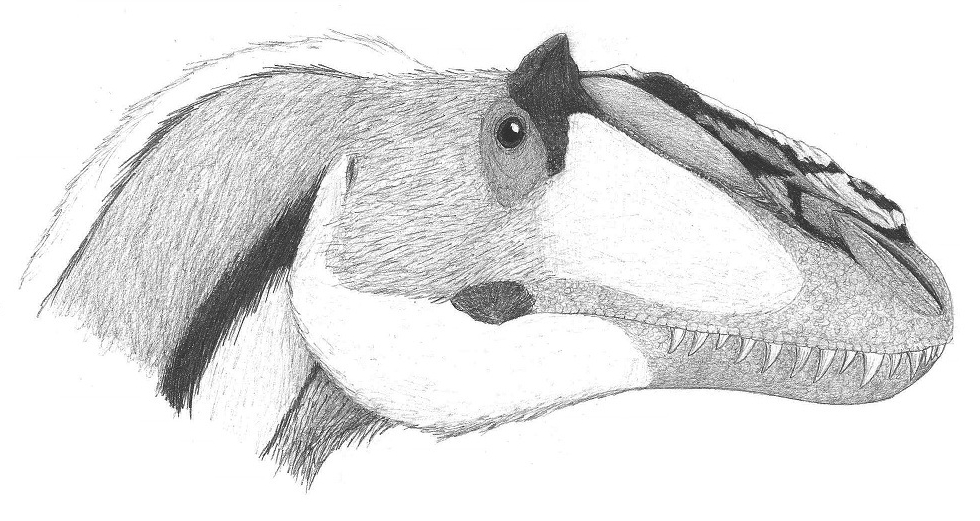
Rajz a fejéről
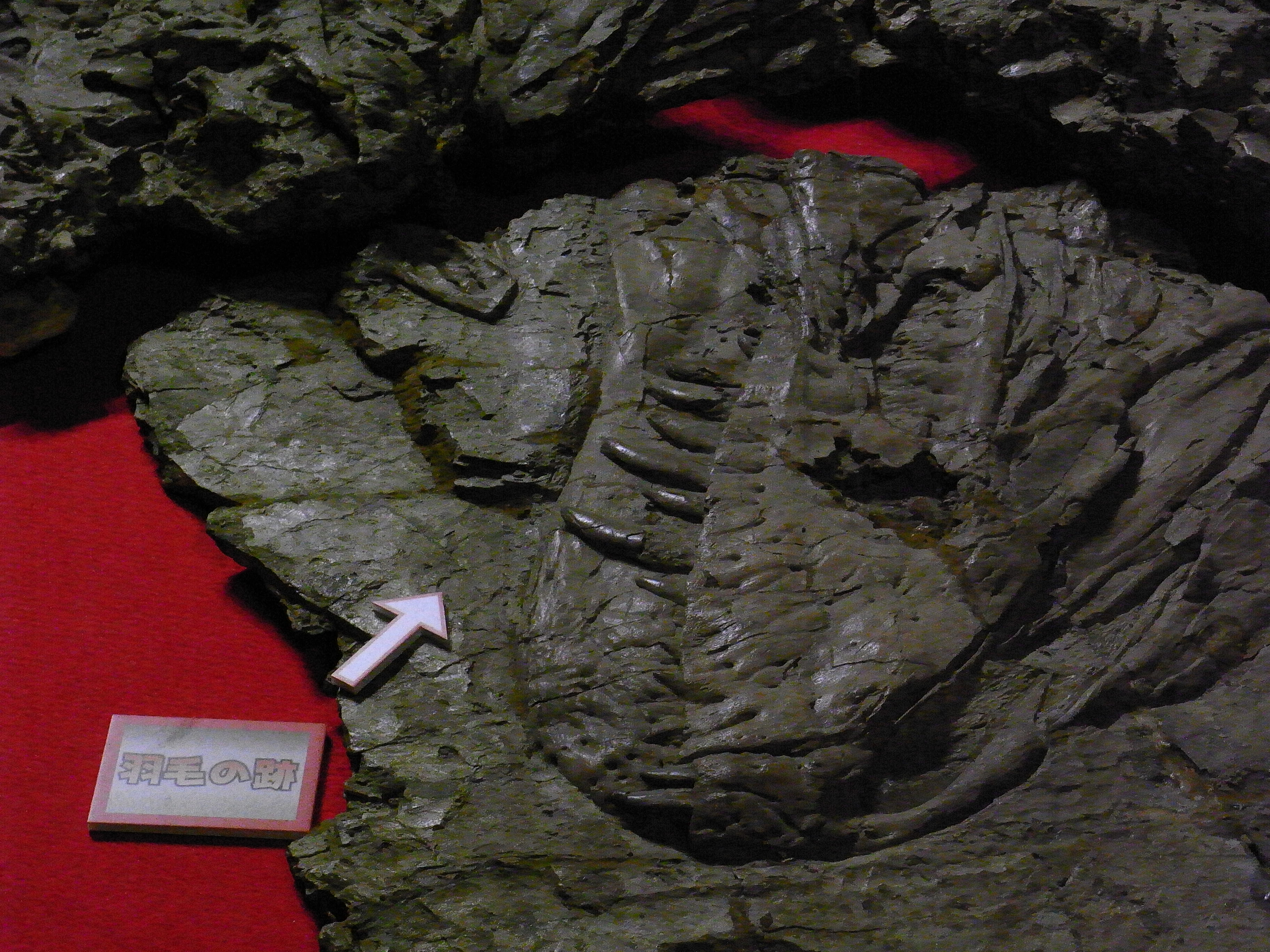
Különböző
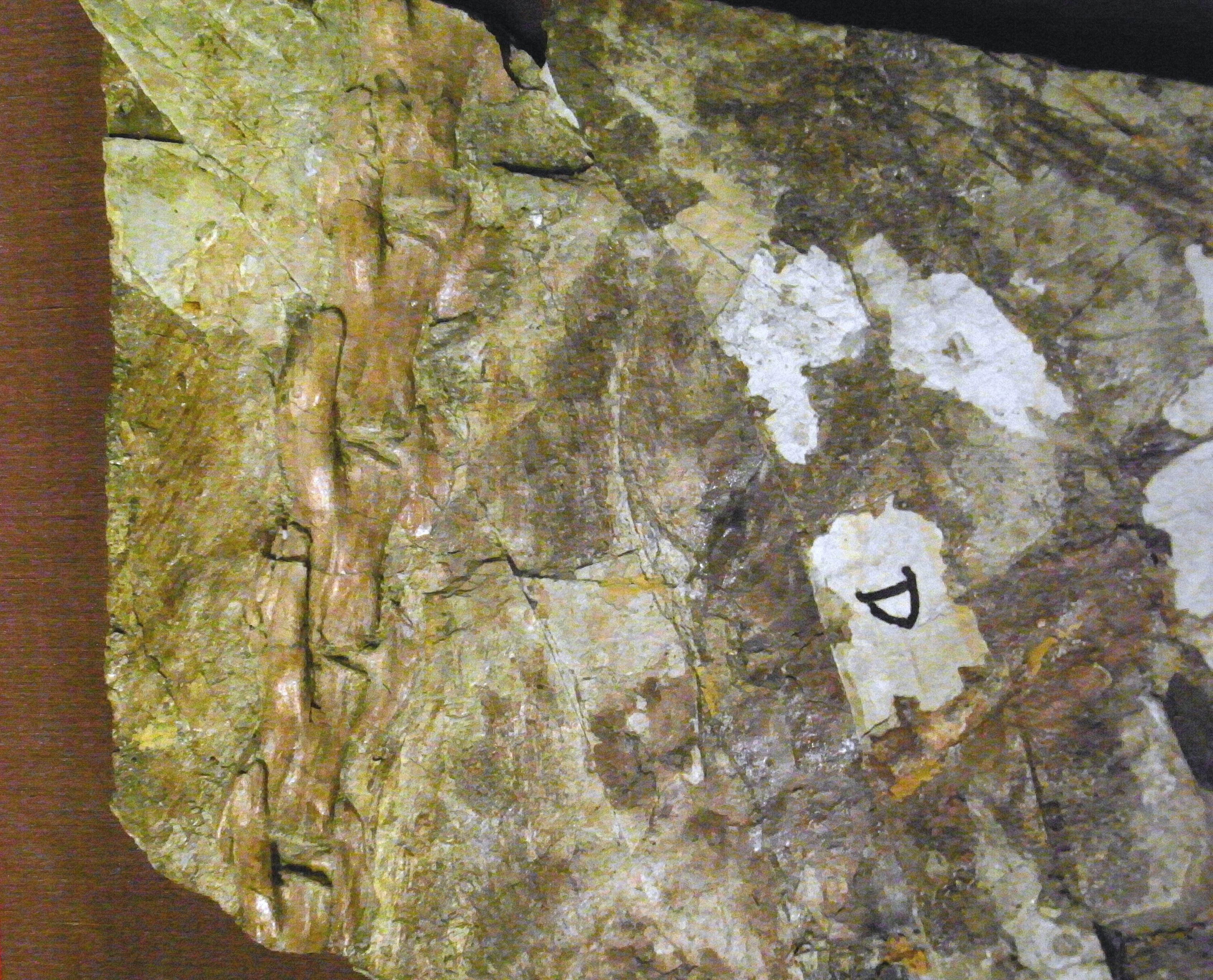
maradványai
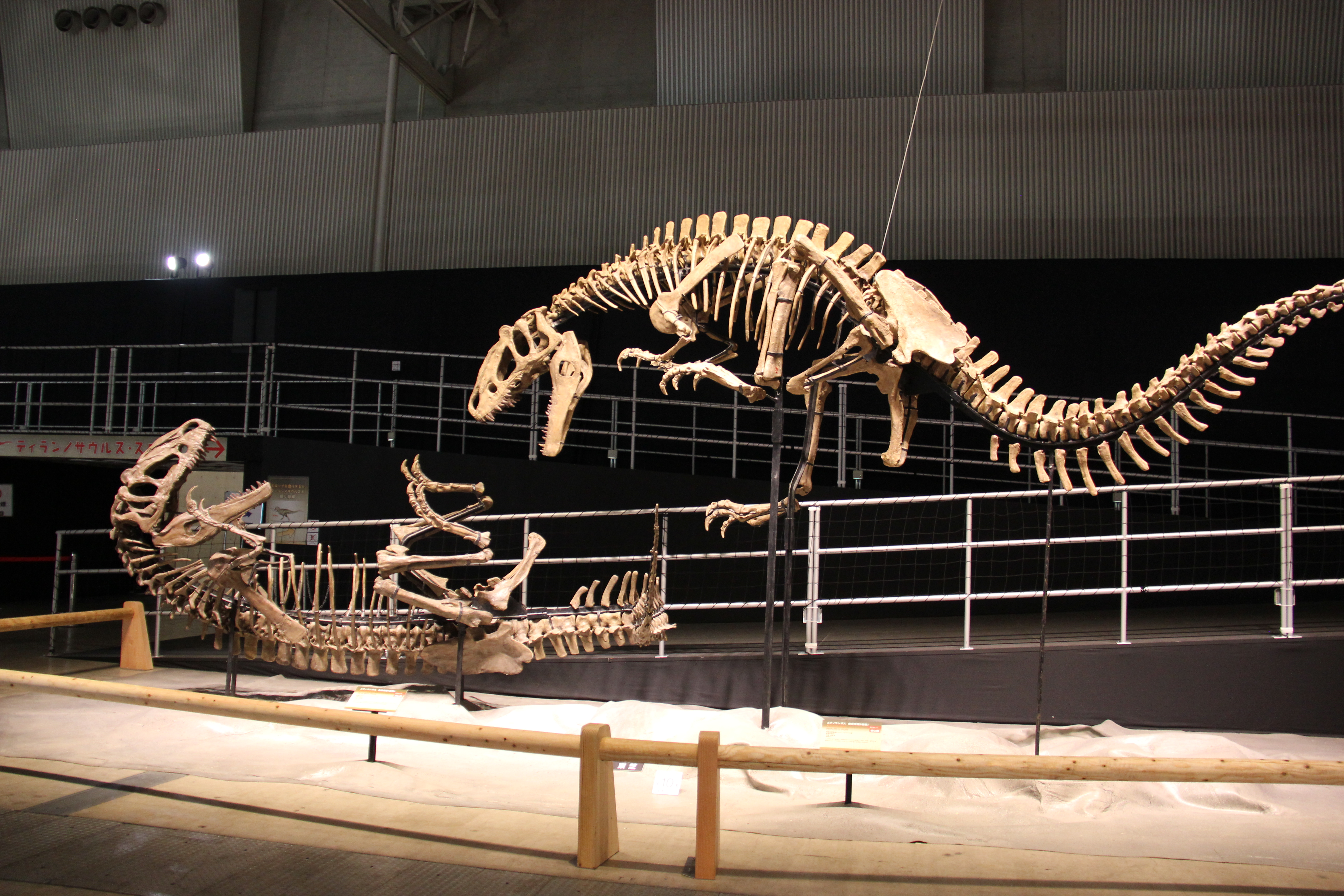

## Fordítás
Ez a szócikk részben vagy egészben  a   Yutyrannus című angol Wikipédia-szócikk ezen változatának fordításán alapul.  Az eredeti cikk szerkesztőit annak laptörténete sorolja fel. Ez a jelzés csupán a megfogalmazás eredetét és a szerzői jogokat jelzi, nem szolgál a cikkben szereplő információk forrásmegjelöléseként.